# Diploria clivosa
Diploria clivosa är en korallart som först beskrevs av Ellis och Daniel Solander 1786.  Diploria clivosa ingår i släktet Diploria och familjen Faviidae. IUCN kategoriserar arten globalt som livskraftig. Inga underarter finns listade i Catalogue of Life.